# Liste der Monuments historiques in Faulx
Die Liste der Monuments historiques in Faulx führt die Monuments historiques in der französischen Gemeinde Faulx auf.

## Liste der Objekte
| Bezeichnung        | Beschreibung                                                                | Standort                                 | Kennzeichnung | Schutzstatus | Datum | Bild |
| ------------------ | --------------------------------------------------------------------------- | ---------------------------------------- | ------------- | ------------ | ----- | ---- |
| Skulptur Ecce homo | Stein, zweite Hälfte des 17. Jahrhunderts                                   | in der Kirche St-Pierre-aux-Liens (Lage) | PM54001536    | Inscrit      | 1995  |      |
| Kruzifix           | Holz, zweite Hälfte des 19. Jahrhunderts; aus dem Umfeld von Ligier Richier | in der Kirche St-Pierre-aux-Liens (Lage) | PM54001535    | Inscrit      | 1979  |      |